# 波多-卡利尼夫卡
波多-卡利尼夫卡（烏克蘭語：Подо-Калинівка），是烏克蘭南部赫爾松州赫尔松区尤维莱内市镇内的村落。面積68.5平方公里，海拔高度11米，2001年人口1,772，人口密度每平方公里25.9人。